# III legislatura de Camboya
La III legislatura de la Asamblea Nacional de Camboya comenzó el 23 de septiembre de 2003 cuando el Rey Norodom Sihanouk abrió la primera sesión parlamentaria, y finalizó con el inicio de la IV legislatura el 23 de septiembre de 2008. Fue el segundo gobierno presidido por Hun Sen. La formación del gobierno se vio dificultada en gran medida por el bloque parlamentario de la "Alianza de los Demócratas", formado por el Funcinpec y el Partido Sam Rainsy, que rechazaron la reelección del líder del CPP como Primer ministro y se negaron a aceptar un gobierno presidido por este. El CPP solo contaba con 73 de los 82 escaños necesarios para formar gobierno, por lo que hasta junio de 2004 no hubo gobierno electo. Finalmente, Hun Sen logró un trato con el Funcinpec mediante el cual se formó una coalición que facilitó su reelección.

## Inicio de la legislatura

### Elecciones generales

Escaños electos en la Asamblea Nacional de Camboya por partido.

Las elecciones generales se llevaron a cabo el 27 de julio de 2003. El período previo a la elección vio algunos incidentes violentos como el asesinato de un juez y político miembro del Funcinpec. Sin embargo, se destacó esta campaña por ser una de las más limpias y pacíficas en la historia electoral del país. Durante la misma, el Secretario de Estado de los Estados Unidos Colin Powell viajó a Camboya, se reunió con los líderes de los tres principales partidos políticos del país (el CPP, el Funcinpec y el Partido Sam Rainsy o Partido de la Nación Jemer), y reclamó al gobierno camboyano que diera a todos los partidos participantes en las elecciones una cobertura más equitativa en los medios de comunicación. Después de estas peticiones, los partidos opositores aparecieron con mucha más frecuencia en televisión, aunque todavía existían informes de intimidación a los votantes en zonas rurales por parte del CPP. En total 22 partidos participaron en las elecciones, pero solo tres fueron vistos como verdaderos contendientes en la elección. El Partido Popular de Camboya (CPP), obtuvo una amplia victoria con 73 de los 123 escaños del parlamento. El Funcinpec, que había perdido gran parte de su poderío anterior, quedó tercero en voto popular y segundo en el reparto de escaños, recibiendo 26. El Partido de la Nación Jemer (o Partido Sam Rainsy), bajo el liderazgo de Sam Rainsy, obtuvo 24 escaños, pero más votos que el Funcinpec.
A pesar de la victoria aparentemente aplastante del CPP, la constitución de 1993 exigía que el Primer ministro electo necesitaba una mayoría de dos tercios para ser elegido, por lo que Hun Sen no contaba con la mayoría suficiente para gobernar por sí mismo, y no tenía el apoyo de ninguno de los dos partidos opositores.

### Formación del gobierno
Después de la elección, tanto el Funcinpec como el Partido Sam Rainsy se negaron a entrar al parlamento, y formaron la llamada "Alianza de los Demócratas", con el fin de bloquear la reelección de Hun Sen como Primer ministro. Se rechazaron los resultados oficiales y dijeron que estos habían sido manipulados por el Partido Popular de Camboya. Después de comenzar a amenazar con boicotear el parlamento los dos partidos fueron persuadidos por el Rey para asistir a la toma de posesión a finales de septiembre, pero se mantuvieron firmes en el rechazo de unirse a un gobierno dirigido por Hun Sen. Sin embargo, este se declaró "Primer ministro en funciones" hasta la próxima elección, logrando conservar el cargo.
| Candidato     | Fecha                                                        | Voto | CPP | Func. | SRP | Total  |
| ------------- | ------------------------------------------------------------ | ---- | --- | ----- | --- | ------ |
| Hun Sen (CPP) | 23 de septiembre de 2003 Mayoría absoluta requerida (82/123) | Sí   | 73  |       |     | 73/123 |
| Hun Sen (CPP) | 23 de septiembre de 2003 Mayoría absoluta requerida (82/123) | No   |     | 26    | 24  | 50/123 |
| Hun Sen (CPP) | 23 de septiembre de 2003 Mayoría absoluta requerida (82/123) | Abs. |     |       |     | 0/123  |

Se llegó en noviembre a un ligero acuerdo que más tarde fue rechazado nuevamente por la oposición. Las negociaciones, en gran medida rechazadas por el resentimiento personal hacia Hun Sen y su insistencia en mantenerse en el poder se prolongaron hasta mediados de 2004. Eventualmente, casi un año después de la elección, se llegó a un trato entre el CPP y el Funcinpec mediante el cual se repartirían los ministerios del gobierno entre los dos partidos y Hun Sen permanecería en el cargo de jefe de gobierno. El 15 de julio de 2004. La Parlamento de Camboya aprobó finalmente el nuevo gobierno con 96 votos a favor de 123. Hubo un aumento significativo en el número de ministros a 207, incluyendo 7 adjuntos primeros ministros y 180 ministros del gabinete, con el fin de alcanzar un acuerdo sobre el nuevo gobierno.
| Candidato     | Fecha                                                   | Voto | CPP | Func. | SRP | Total  |
| ------------- | ------------------------------------------------------- | ---- | --- | ----- | --- | ------ |
| Hun Sen (CPP) | 15 de junio de 2004 Mayoría absoluta requerida (82/123) | Sí   | 73  | 23    |     | 96/123 |
| Hun Sen (CPP) | 15 de junio de 2004 Mayoría absoluta requerida (82/123) | No   |     | 3     |     | 3/123  |
| Hun Sen (CPP) | 15 de junio de 2004 Mayoría absoluta requerida (82/123) | Abs. |     |       | 24  | 24/123 |

## Miembros de la Asamblea Nacional
A continuación, una lista de los miembros de la Asamblea Nacional durante la III legislatura.
| Circunscripción   | Parlamentario          | Partido | Partido                    |
| ----------------- | ---------------------- | ------- | -------------------------- |
| Banteay Mean Chey | Yim Chhaily            |         | Partido Popular de Camboya |
| Banteay Mean Chey | Vong Kan               |         | Partido Popular de Camboya |
| Banteay Mean Chey | Pal Sam Oeun           |         | Partido Popular de Camboya |
| Banteay Mean Chey | Try Chheang Huot       |         | Partido Popular de Camboya |
| Banteay Mean Chey | Kimsour Phirith        |         | Partido Sam Rainsy         |
| Banteay Mean Chey | Nheb Bunchin           |         | Funcinpec                  |
| Battambang        | Sar Kheng              |         | Partido Popular de Camboya |
| Battambang        | Nim Thot               |         | Partido Popular de Camboya |
| Battambang        | Ngin Khorn             |         | Partido Popular de Camboya |
| Battambang        | Ly Kim Leang           |         | Partido Popular de Camboya |
| Battambang        | Dul Koeun              |         | Partido Popular de Camboya |
| Battambang        | Eng Chhai Eang         |         | Partido Sam Rainsy         |
| Battambang        | Toan Vanthara          |         | Partido Sam Rainsy         |
| Battambang        | Nhek Bunchhai          |         | Funcinpec                  |
| Kampong Cham      | Heng Samrin            |         | Partido Popular de Camboya |
| Kampong Cham      | Math Ly                |         | Partido Popular de Camboya |
| Kampong Cham      | Hor Nam Hong           |         | Partido Popular de Camboya |
| Kampong Cham      | Chhor Leang Huot       |         | Partido Popular de Camboya |
| Kampong Cham      | Khiev Kanharith        |         | Partido Popular de Camboya |
| Kampong Cham      | Im Sothy               |         | Partido Popular de Camboya |
| Kampong Cham      | Yos Son                |         | Partido Popular de Camboya |
| Kampong Cham      | Ith Prang              |         | Partido Popular de Camboya |
| Kampong Cham      | Norodom Ranariddh      |         | Funcinpec                  |
| Kampong Cham      | You Hokry              |         | Funcinpec                  |
| Kampong Cham      | Chhim Siek Leng        |         | Funcinpec                  |
| Kampong Cham      | Kong Vibol             |         | Funcinpec                  |
| Kampong Cham      | Monh Saphan            |         | Funcinpec                  |
| Kampong Cham      | Sam Rainsy             |         | Partido Sam Rainsy         |
| Kampong Cham      | Mao Monyvann           |         | Partido Sam Rainsy         |
| Kampong Cham      | Thak Lany              |         | Partido Sam Rainsy         |
| Kampong Cham      | Cheam Channy           |         | Partido Sam Rainsy         |
| Kampong Cham      | Amath Yashya           |         | Partido Sam Rainsy         |
| Kampong Chhnang   | Kong Sam Ol            |         | Partido Popular de Camboya |
| Kampong Chhnang   | Uk Rabun               |         | Partido Popular de Camboya |
| Kampong Chhnang   | Tram Iv Teuk           |         | Partido Popular de Camboya |
| Kampong Chhnang   | Sok San                |         | Funcinpec                  |
| Kampong Speu      | Say Chhum              |         | Partido Popular de Camboya |
| Kampong Speu      | Hem Khorn              |         | Partido Popular de Camboya |
| Kampong Speu      | Ly Son                 |         | Partido Popular de Camboya |
| Kampong Speu      | Samrith Pech           |         | Partido Popular de Camboya |
| Kampong Speu      | Nuth Rumdoul           |         | Partido Sam Rainsy         |
| Kampong Speu      | Leu Laysreng           |         | Funcinpec                  |
| Kompung Thom      | Nguon Nhel             |         | Partido Popular de Camboya |
| Kompung Thom      | Un Neung               |         | Partido Popular de Camboya |
| Kompung Thom      | Thong Khon             |         | Partido Popular de Camboya |
| Kompung Thom      | Poa Try                |         | Partido Popular de Camboya |
| Kompung Thom      | Sok Pheng              |         | Partido Sam Rainsy         |
| Kompung Thom      | Poa Bun Sreu           |         | Funcinpec                  |
| Kompot            | Ney Pena               |         | Partido Popular de Camboya |
| Kompot            | Chay Saing Yun         |         | Partido Popular de Camboya |
| Kompot            | Som Kimsuor            |         | Partido Popular de Camboya |
| Kompot            | Than Sina              |         | Funcinpec                  |
| Kompot            | Mam Bun Neang          |         | Funcinpec                  |
| Kompot            | Kieng Vang             |         | Partido Sam Rainsy         |
| Kandal            | Hun Sen                |         | Partido Popular de Camboya |
| Kandal            | Tep Ngorn              |         | Partido Popular de Camboya |
| Kandal            | Chhay Than             |         | Partido Popular de Camboya |
| Kandal            | Mom Chim Huy           |         | Partido Popular de Camboya |
| Kandal            | Ho Non                 |         | Partido Popular de Camboya |
| Kandal            | Chan Cheng             |         | Partido Sam Rainsy         |
| Kandal            | Chrea Sochenda         |         | Partido Sam Rainsy         |
| Kandal            | Ngor Sovann            |         | Partido Sam Rainsy         |
| Kandal            | N. Sereyvouth          |         | Funcinpec                  |
| Kandal            | Hong Sun Huot          |         | Funcinpec                  |
| Kandal            | Sun Chan Thol          |         | Funcinpec                  |
| Koh Kong          | Ay Khorn               |         | Partido Popular de Camboya |
| Kratié            | Im Chhun Lim           |         | Partido Popular de Camboya |
| Kratié            | Chhan Saphan           |         | Partido Popular de Camboya |
| Kratié            | Princess N. Ratanatevy |         | Funcinpec                  |
| Mondol Kirí       | Rath Sarem             |         | Partido Popular de Camboya |
| Nom Pen           | Choulong Somora        |         | Partido Sam Rainsy         |
| Nom Pen           | Yim Sovann             |         | Partido Sam Rainsy         |
| Nom Pen           | Son Chhay              |         | Partido Sam Rainsy         |
| Nom Pen           | Keo Remy               |         | Partido Sam Rainsy         |
| Nom Pen           | Ho Vann                |         | Partido Sam Rainsy         |
| Nom Pen           | Sok Soty               |         | Partido Sam Rainsy         |
| Nom Pen           | Chea Sim               |         | Partido Popular de Camboya |
| Nom Pen           | Sim Ka                 |         | Partido Popular de Camboya |
| Nom Pen           | Keat Chhon             |         | Partido Popular de Camboya |
| Nom Pen           | Um Nhanh               |         | Partido Popular de Camboya |
| Nom Pen           | N. Vichora             |         | Funcinpec                  |
| Nom Pen           | Khy Taing Lim          |         | Funcinpec                  |
| Preah Wijía       | Suk Sam Eng            |         | Partido Popular de Camboya |
| Prey Veng         | Chea Soth              |         | Partido Popular de Camboya |
| Prey Veng         | Nhim Vanda             |         | Partido Popular de Camboya |
| Prey Veng         | Cheam Yeab             |         | Partido Popular de Camboya |
| Prey Veng         | Ek Sam Ol              |         | Partido Popular de Camboya |
| Prey Veng         | Pen Panha              |         | Partido Popular de Camboya |
| Prey Veng         | Min Sean               |         | Partido Popular de Camboya |
| Prey Veng         | Veng Sereyvuth         |         | Funcinpec                  |
| Prey Veng         | Kuoch Ky               |         | Funcinpec                  |
| Prey Veng         | Sisowath Santha        |         | Funcinpec                  |
| Prey Veng         | Chea Poch              |         | Partido Sam Rainsy         |
| Prey Veng         | Khim Veasna            |         | Partido Sam Rainsy         |
| Pursat            | Suy Sem                |         | Partido Popular de Camboya |
| Pursat            | Chin Bun Sean          |         | Partido Popular de Camboya |
| Pursat            | Mey Norn               |         | Partido Popular de Camboya |
| Pursat            | Ly Thuch               |         | Funcinpec                  |
| Ratanak Kirí      | Bou Thang              |         | Partido Popular de Camboya |
| Siem Riep         | Tea Banh               |         | Partido Popular de Camboya |
| Siem Riep         | Cham Prasith           |         | Partido Popular de Camboya |
| Siem Riep         | Sieng Nam              |         | Partido Popular de Camboya |
| Siem Riep         | Keo Saphal             |         | Partido Popular de Camboya |
| Siem Riep         | Pou Sohtireak          |         | Funcinpec                  |
| Siem Riep         | Ker Sonarorth          |         | Partido Sam Rainsy         |
| Sihanoukville     | Suos Kanan             |         | Partido Popular de Camboya |
| Stung Treng       | Sorn Inthor            |         | Partido Popular de Camboya |
| Svay Rieng        | Men Sam Orn            |         | Partido Popular de Camboya |
| Svay Rieng        | Him Chhem              |         | Partido Popular de Camboya |
| Svay Rieng        | Hul Savorn             |         | Partido Popular de Camboya |
| Svay Rieng        | Duong Vanna            |         | Partido Popular de Camboya |
| Svay Rieng        | Khun Haing             |         | Funcinpec                  |
| Takéo             | Sok An                 |         | Partido Popular de Camboya |
| Takéo             | So Khun                |         | Partido Popular de Camboya |
| Takéo             | Mok Mareth             |         | Partido Popular de Camboya |
| Takéo             | Chan Sarun             |         | Partido Popular de Camboya |
| Takéo             | Nin Saphon             |         | Partido Popular de Camboya |
| Takéo             | Keo Saphal             |         | Funcinpec                  |
| Takéo             | Khek Vandy             |         | Funcinpec                  |
| Takéo             | Kuoy Bun Reun          |         | Partido Sam Rainsy         |
| Kep               | Kea Sahorn             |         | Partido Popular de Camboya |
| Pailín            | Y Chhean               |         | Partido Popular de Camboya |
| Oddar Mean Chey   | Nou Sam                |         | Partido Popular de Camboya |